# Cold Brook
Cold Brook – wieś w Stanach Zjednoczonych, w stanie Nowy Jork, w hrabstwie Herkimer.